# Lactarius bicolor
Lactarius bicolor é um fungo que pertence ao gênero de cogumelos Lactarius na ordem Russulales. Encontrado na Ásia e na América do Norte, foi descrito cientificamente por Massee em 1914.